# Aleksandar Srnec
Aleksandar Srnec (Zagreb, 30. srpnja 1924. – Zagreb, 27. ožujka 2010.), bio je hrvatski - avangardni slikar, kipar, dizajner i autor animiranih filmova.

## Životopis
Aleksandar Srnec osnovnu školu i gimnaziju pohađao je u Zagrebu, crtanje mu je predavao Antun Motika. Akademiju likovnih umjetnosti upisao je ratne 1943., ali je napušta nakon završetka Drugog svjetskog rata, te potom upisuje Arhitekturu, da bi se kasnije ponovno vratio na Akademiju, koju definitivno napušta 1949. godine.
Nakon toga bavi se opremanjem izložbi i sajmova zajedno s arhitektom Vjenceslavom Richterom i kolegom s Akademije slikarem Ivanom Piceljom.
Njihovo intenzivno druženje i zajednički rad doveli su do toga da su 1950. osnovali avangardnu umjetničku grupu EXAT 51.grupa je djelovala do 1956. i jako utjecala na razvoj suvremene umjetnosti u Hrvatskoj i ondašnjoj Jugoslaviji svojim pogledima na suvremene vizualne komunikacije i sintezu svih disciplina likovnoga stvaralaštva. 
Nakon faze EXAT 51. Srnec se 1960-ih upušta u novi eksperiment -  crtani film, radi za Zagreb film scenografije za tri lutkarska filma, a s redateljem Dragutinom Vunakom zajednički realizira crtani film Čovjek i sjena (1960.).
Njegovo djelo Ambijent Luminoplastika, izloženo 1967. u Galeriji SC-a u Zagrebu, bio je prvi svjetlosno pokretni objekt u hrvatskoj umjetnosti.
Srnec je od kraja 1960-ih godina redovno sudjelovao na izložbama Novih tendencija, sa svojim lumino-kinetičkim objektima i kinetičkim skulpturama iz visokopoliranih kovina.

## Izložbe
Srnec je puno izlagao, u zemlji i inozemstvu, najviše na kolektivnim izložbama, posljednja velika izložba održana je neposredno pred njegovu smrt:
- Velika retrospektivna izložba Prisutna odsutnost, Muzej suvremene umjetnosti Zagreb, siječanj 2010.

## Nagrade
Za svoj rad Aleksandar Srnec, dobio je:
- 1969. Godišnju nagradu za skulpturu Vladimir Nazor[3]
- 1999. Godišnju nagradu za slikarstvo Vladimir Nazor[3]
- 2008. Nagradu za životno djelo Hrvatskoga društva likovnih umjetnika (HDLU).

## Vanjske poveznice
- Aleksandar Srnec na portalu avantgarde-museum
- 10 slika Aleksandra Srneca na portalu Collectionsudac
- Galerija Ina: Alleksandar Srnec  Arhivirana inačica izvorne stranice od 31. ožujka 2010. (Wayback Machine)
- Aleksandar Srnec: Objekt130370 na portalu Culturnet.hr